# Спенсер (Оклахома)
Спенсер (англ. Spencer) — місто (англ. city) в США, в окрузі Оклахома штату Оклахома. Населення — 3978 осіб (2020).

## Географія
Спенсер розташований за координатами 35°30′39″ пн. ш. 97°22′18″ зх. д. / 35.51083° пн. ш. 97.37167° зх. д. (35.510786, -97.371536).  За даними Бюро перепису населення США в 2010 році місто мало площу 13,90 км², уся площа — суходіл.

## Демографія
Згідно з переписом 2010 року, у місті мешкало 3912 осіб у 1546 домогосподарствах у складі 1001 родини. Густота населення становила 281 особа/км².  Було 1757 помешкань (126/км²).
Расовий склад населення:
| - 56,5 % — чорних або афроамериканців - 31,4 % — білих - 2,9 % — корінних американців - 0,5 % — азіатів - 1,6 % — осіб інших рас |

До двох чи більше рас належало 7,1 %. Частка іспаномовних становила 4,2 % від усіх жителів.
За віковим діапазоном населення розподілялося таким чином: 26,9 % — особи молодші 18 років, 57,8 % — особи у віці 18—64 років, 15,3 % — особи у віці 65 років та старші. Медіана віку мешканця становила 39,7 року. На 100 осіб жіночої статі у місті припадало 94,2 чоловіків;  на 100 жінок у віці від 18 років та старших — 88,7 чоловіків також старших 18 років.
Середній дохід на одне домашнє господарство  становив 47 155 доларів США (медіана — 37 681), а середній дохід на одну сім'ю — 54 308 доларів (медіана — 45 075). За межею бідності перебувало 17,9 % осіб, у тому числі 24,7 % дітей у віці до 18 років та 2,8 % осіб у віці 65 років та старших.
Цивільне працевлаштоване населення становило 1691 осіб. Основні галузі зайнятості: освіта, охорона здоров'я та соціальна допомога — 27,7 %, публічна адміністрація — 16,1 %, роздрібна торгівля — 12,9 %.